# Hannes Oberpriller
Hannes Oberpriller est un tireur sportif allemand.

## Palmarès
Hannes Oberpriller a remporté l'épreuve Vetterli(original) aux championnats du monde MLAIC organisés en 2002 à Lucques  en Italie . Il a également remporté la seconde place à l'épreuve Miquelet(original) aux championnats du monde MLAIC organisés en 2004 à Batesville  aux USA .